# Jeremy Lin
Jeremy Shu-How Lin (født 23. august 1988) er en amerikansk professionel basketballspiller, som spiller for Toronto Raptors National Basketball Association (NBA).